# 水戸室内管弦楽団
水戸室内管弦楽団（みとしつないかんげんがくだん、英: Mito Chamber Orchestra: MCO）は、茨城県水戸市にある水戸芸術館専属の日本の室内オーケストラである。ソリストとしても活動を行うような日本を代表する奏者に加え、外国人を含めた一線級の音楽家が構成員となっている。

## 概要
1990年、水戸芸術館の専属楽団として、初代館長吉田秀和の提唱により、開館と同時に設立された。水戸芸術館コンサートホールATMで、年4回程度の定期演奏会を行っている。演奏会では、「指揮者を置かないアンサンブル」そして「指揮者に率いられたアンサンブル」の「2つの顔」から構成されている。
2024年5月現在、定期演奏会は113回を数える。定期演奏会は通常同一曲目で2～3日間行われる他、国内ツアーや海外ツアーを行っている。
また、2011年3月11日に発生した東日本大震災を受けて、復興支援の名目で、2011年7月10日に東京のサントリーホールにおいて、チャリティーコンサートを開催。収益金の一部を、水戸市や周辺市町村の小中学校で震災により被害を受けた吹奏楽部の楽器修繕や、地震や津波によって甚大な被害を受け活動に大きな支障をきたした仙台フィルハーモニー管弦楽団などへの支援のため、寄付を行った。2012年1月18日に、水戸市立三の丸小学校吹奏楽部に、楽団員代表として堀伝がチューバを寄贈。周辺の小学校にも、マリンバやスネアドラム、アルトホルンなどを寄贈している。

## 演奏陣
|      | Vn         | Vla                | Vc         | Cb     | Fl          | Ob                       | Fg                 | Hr                 | Timp                   |
| ---- | ---------- | ------------------ | ---------- | ------ | ----------- | ------------------------ | ------------------ | ------------------ | ---------------------- |
| 団員 | 安芸晶子 ※ | 江戸純子           | 上村昇     | 池松宏 | 工藤重典 □※ | フィリップ・トーンドゥル | ダーグ・イェンセン | ラデク・バボラーク | ローランド・アルトマン |
| 〃   | 川崎洋介   | 川崎雅夫 ※         | 原田禎夫 □ |        |             |                          |                    | 猶井正幸 △         |                        |
| 〃   | 久保田巧   | 川本嘉子           | 堀了介 ※   |        |             |                          |                    |                    |                        |
| 〃   | 田中直子 ※ | 店村眞積 □         | 松波恵子   |        |             |                          |                    |                    |                        |
| 〃   | 豊嶋泰嗣   | モーリン・ガラガー | 宮田大     |        |             |                          |                    |                    |                        |
| 〃   | 中村静香   |                    |            |        |             |                          |                    |                    |                        |
| 〃   | 沼田園子   |                    |            |        |             |                          |                    |                    |                        |
| 〃   | 堀伝 ○     |                    |            |        |             |                          |                    |                    |                        |
| 〃   | 渡辺實和子 |                    |            |        |             |                          |                    |                    |                        |
| 〃   | 島田真千子 |                    |            |        |             |                          |                    |                    |                        |

コンサートマスターや首席奏者制度はない。ヴァイオリンに1st,2ndの区別を付けず、配置は曲に応じて毎度変わる。また楽員は公演毎に微妙に入れ替わりがあり、客演指揮者が引率してくるケースも多い（メルクルの場合はリヨンから招聘、など）。団員ではないが、ハープの吉野直子、ピアノの野平一郎は毎年のように共演又は協力している。

## 指揮者陣
音楽顧問は小澤征爾が亡くなるまで務め、指揮者としても体調を崩す前まではほぼ毎年出演した。以前は若杉弘も頻繁に指揮した。小澤と師弟関係にある準・メルクルは2004年にデビューし、絶賛を博した。その後、2006年、2008年、2009年と指揮台にのぼり、近年唯一の常連となっている（2010年も登場が決まっている）。他にジャン＝フランソワ・パイヤール、ルドルフ・バルシャイ、トン・コープマン、トレヴァー・ピノック等、室内楽の達人が登壇している。基本的に指揮者なしでも演奏が可能であり、年間の半分は指揮者なしで公演を行う。2008年は小澤征爾が率いてヨーロッパツアーを行う予定であったが、小澤が急病のためリタイアする。その後 小澤は、ズービン・メータ、ダニエル・バレンボイム、リッカルド・ムーティ、ピエール・ブーレーズ、クリストフ・エッシェンバッハ等に代役を依頼したものの都合つかず、やむなく小澤は指揮者なしでツアーを強行させるよう指示し、成功に導いたという逸話がある（ただし細川俊夫の曲はラデク・バボラークが指揮を買って出た）。

## レパートリー
会場や編成に限りがあるが、手広くカバーしている。古典中心に小編成の曲が多いが、小澤やメルクルが振る時は、モーリス・ラヴェル、クロード・ドビュッシー、リヒャルト・シュトラウスなどを頻繁に取り上げ、レパートリーの拡充にも余念がない。協奏曲など伴奏も多く、イアン・ボストリッジなどの超大物も共演している。CD録音も多く、小澤、バルシャイ、指揮者なし等でリリースされている。選曲はオーケストラの団員が決定している。